# Illtyd Buller Pole-Evans
Illtyd Buller Pole-Evans   (Llan-faes, 3 de setembre de 1879 - Mutare, 16 d'octubre de 1968) fou un botànic i micòleg sud-africà.

## Biografia
Va fer el batxillerat a la 'University College of South Wales & Monmouthshire, i després va estudiar a Cambridge especialitzant-se en Micologia i en Fitopatologia, obtenint-ne el títol l'any 1905. I aquest mateix any va guanyar el lloc de Micòleg i Fitopatòleg en el "Departament d'Agricultura de Transvaal", treballant amb el botànic J. Burtt Davy.
L'any 1907 va ser un dels fundadors de la "Transvaal Biological Society". El 1911 és investigador responsable de Fitopatologia i Micologia del "Departament d'Agricultura".
Pole Evans es va casar amb Mary R.H. Thompson l'any 1922, que pertanyia al staff com micòloga, tenint 2 fills.
L'any 1955 es muda a Umtali, Rhodèsia, (avui Eastern Highlands, Zimbabwe) on contínua recol·lectant flora, especialment Dioscorea i Asclepiadaceae durant diversos anys.

## Llibres
- 1948. Roadside observations on the vegetation of East & Central Africa: On a journey from Pretòria to Kenya Colony, May 27th to September 10th, 1938. Ed. Bot. Surv. South Africa. Memoir. 305 pàg.
- 1948. A reconnaissance trip through the eastern portion of the Bechuanaland Protectorate, April, 1931 & an expedition to Ngamiland June-July, 1937 South Africa. Plant Industry. Bot. Surv. memoir. 2032 pàg.

## Algunes publicacions
- 1915 a 1917. Several new species of Aloes. Trans. Roy. Soc. S. Afr.
- 1917. The Plant Geography of South Africa (1917). S. Afr. Assoc. for the Adv. of Sci. 8 pàg.
- 1917. Descriptions of some new aloes from the Transvaal. Royal Soc. South Africa
- 1920. The veld, its resources & dangers. S. Afr. J. Sci. 17: 1-34
- 1929. Vegetation in South Africa. En Sci. South Africa.
- 1936. A vegetation map of South Africa. Dept. of agriculture & forestry. Bot. Surv. South Africa. Memoir 23 pàg.
- 1939. Report on a visit to Kenya. Ed. Govt. Pr. 36 pàg.

Pole Evans va ser membre del comitè editorial del "Empire Journal of Experimental Agriculture", contribuint amb articles de pastures africanes i pastures en Vol. 1 (1933), Vol. 4 (1936) i Vol. 18 de 1950
Després de retirat, Pole Evans publica comentaris de les seves expedicions: "Botanical Survey Memoirs on eastern Bostwana & Ngamiland" en Mem. 21 (1948), i de l'est i centre d'Àfrica en Mem. 22 (1948).

## Honors
Epònims
- (Aizoaceae) Dinteranthus pole-evansii Schwantes[1]

- (Aizoaceae) Mesembryanthemum pole-evansii N.e.br.[2]

- (Aloaceae) Aloe pole-evansii Christian[3]

- (Amaryllidaceae) Scadoxus pole-evansii (Oberm.) Friis & Nordal[4]

- (Gesneriaceae) Streptocarpus pole-evansii I.Verd.[5]

- (Lamiaceae) Leonotis pole-evansii Hutch.[6]

- (Poaceae) Panicum pole-evansii C.I.Hubb.[7]